# 双葉地方町村会

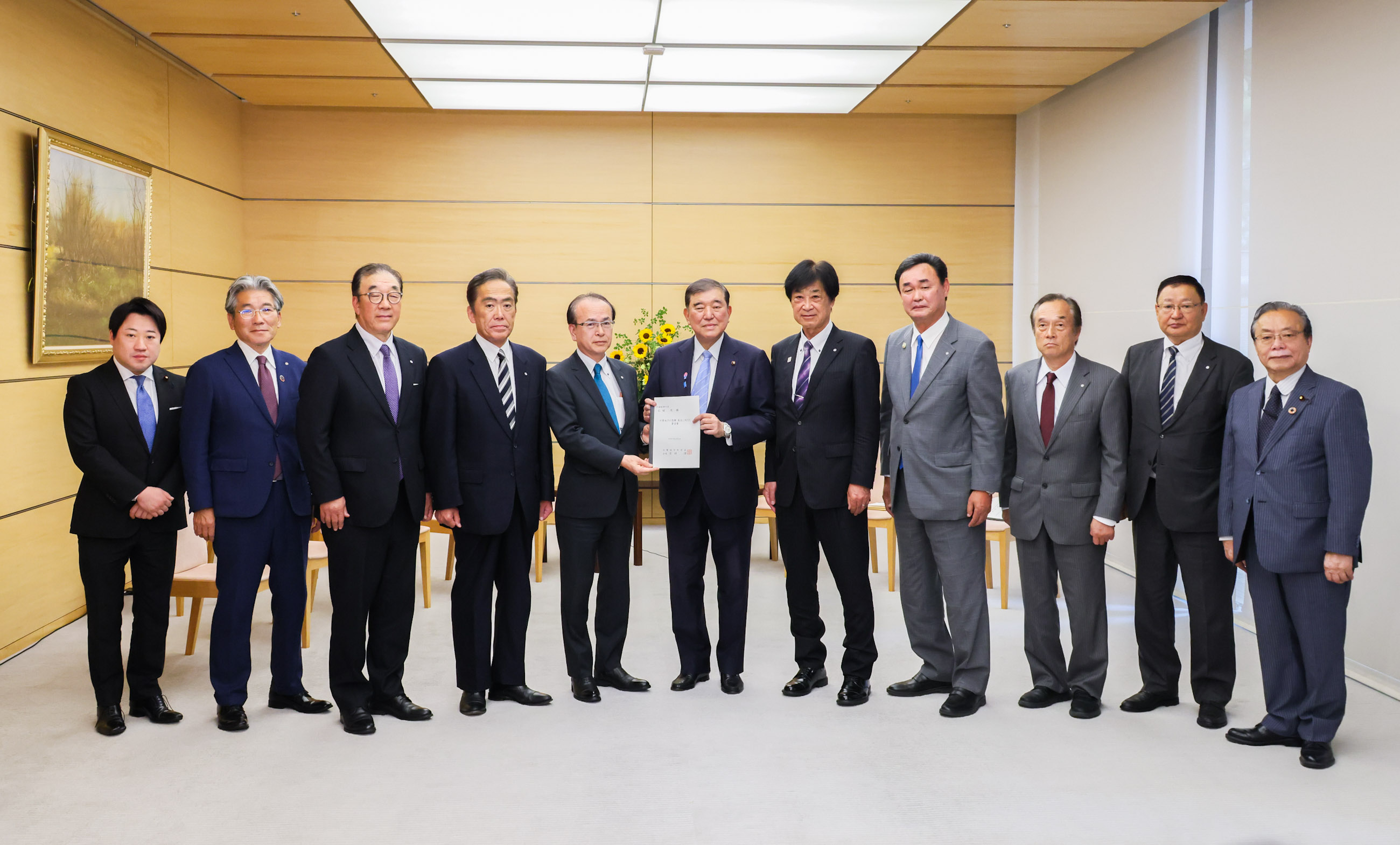
双葉地方町村会として首相の石破茂に要望書を手交（2025年6月）

双葉地方町村会（ふたばちほうちょうそんかい）は、地方公共事務の円滑な運営と地方自治の進行発展を図る目的として福島県双葉郡の8か町村（広野町、楢葉町、富岡町、川内村、大熊町、双葉町、浪江町、葛尾村）の町村長で構成された町村会である。
構成町村のうち楢葉町、富岡町、大熊町、双葉町の4町は原発立地自治体である。
現在の会長（2013年12月9日より）は大熊町長の渡辺利綱。
2011年3月の東日本大震災および福島第一原子力発電所事故により多くの住民が避難している現状を受け、「ふたばは人（ひと）つ　心も人（ひと）つ」「双葉地方の復興なくして福島県の復興なし、福島県の復興なくして日本の再生なし」の標語を掲げる。